# Rugby la Jocurile Olimpice de vară din 1924
Proba de rugby la Jocurile Olimpice de vară din 1924 s-a desfășurat în perioada 4–18 mai în Stadionul olimpic de la Colombes, acum Stadionul olimpic „Yves du Manoir”. Trei echipe au participat: Franța, Statele Unite și România.

## Rezultate
| 4 mai  | Franța        | 59–3 | România       |
| 11 mai | Statele Unite | 37–0 | România       |
| 17 mai | Franța        | 3–17 | Statele Unite |

## Medaliați

Echipa de rugbi a României

| Gold | Silver | Bronze |
| Statele Unite Philip Clark Norman Cleaveland Dudley DeGroot Robert Devereux George Martin Dixon Charlie Doe Linn Farrish Edward Graff Richard Hyland Caesar Mannelli John O'Neil Jack Patrick William Rogers Rudy Scholz Colby Slater Norman Slater Edward Turkington Alan Valentine Alan Williams Nu au jucat niciun meci: CharlieAustin R.Brown J.Cashel HughCunningham C.Grondona LouHunter CharlesMehan JohnMuldoon WilliamMuldoon CharlesTilden | Franța René Araou Jean Bayard Louis Béguet André Béhotéguy Alex Bioussa Étienne Bonnes Adolphe Bousquet Aimé Cassayet Clément Dupont Albert Dupouy Jean Etcheberry Henri Galau Gilbert Gérintès Raoul Got Adolphe Jauréguy Félix Lasserre Marcel-Frédéric Lubin-Lebrère Étienne Piquiral Jean Vaysse Nu au jucat niciun meci: F. Abraham Marcel Besson François Borde Étienne Cayrol François Clauzel Ernest Frayssinet Charles-Anthoine Gonnet Louis Lepatey Camille Montade Roger Piteu Eugène Ribère | România Dumitru Armășel Gheorghe Benția Teodor Florian Ion Gîrleșteanu Nicolae Mărăscu Teodor Marian Sorin Mihăilescu Paul Nedelcovici Iosif Nemeș Eugen Sfetescu Mircea Sfetescu Sterian Soare Atanasie Tănăsescu Mihai Vardală Paul Vidrașcu Dumitru Volvoreanu Nu au jucat niciun meci: Nicolae Anastasiade J. Cociociaho Constantin Cratunescu Petre Ghițulescu Octav Luchide Jean Henry Manu Mircea Stroescu |